# 21 cm Kanone 38
21 cm Kanone 38 (21 cm K.38) – niemiecka armata polowa z okresu II wojny światowej. Armata K.38 miała łoże pozycyjne. Zamek klinowy. Zasilanie amunicją składaną (3 ładunki). Trakcja motorowa.
Broń została zamówiona w 1938 ale dwie pierwsze armaty zostały ukończone dopiero w 1941.  Początkowo zamówiono 100 armat tego typu, 60 w zakładach Kruppa i 40 w zakładach Skody ale ponieważ produkcja armat 12,8 cm PaK 44 miała wyższy priorytet ostatecznie zamówienie Kruppa nie zostało zrealizowane.